# Daisy Meadows
Daisy Meadows ist das Pseudonym einer Autorengruppe aus England. Die vier Autorinnen sind Narinder Dhami, Linda Chapman, Sue Bentley und Sue Mongredien. Sie veröffentlichen gemeinsam die Kinderbuchserie Rainbow Magic. Die Bücher erreichten bislang in Großbritannien eine Auflage von sechs Millionen Exemplaren, in Australien 1,5 Millionen Exemplare. In Deutschland erscheint die Serie unter dem Titel Die fabelhaften Zauberfeen.
Bisher erschienen:
- Band  1:   Rettung für Emma Erdbeerrot
- Band  2:   Olanda Orangenblüte in Nöten
- Band  3:   Suche nach Siri Sonnengelb
- Band  4:   Gib acht, Lilli Liliengrün!
- Band  5:   Hilfe für Holly Himmelblau
- Band  6:   Nur Mut, Milli Meerblau!
- Band  7:   Wo ist Vicky Violett?
- Band  8:   Schneller, Smilla Schneeflocke!
- Band  9:   Startklar, Stella Sturmwind?
- Band 10:   Wohin, Wanda Wattewolke?
- Band 11:   Pass auf, Sofia Sonnenschein!
- Band 12:   Nur zu, Nellie Nebelschleier!
- Band 13:   Sei wachsam, Dora Donnerblitz!
- Band 14:   Flieg los, Rosalie Regentropfen!
- Band 15:   Tizia Törtchen
- Band 16:   Mia Melodie
- Band 17:   Greta Glitzerglanz
- Band 18:   Lea Lollipop
- Band 19:   Lucy Luftballon
- Band 20:   Trixi Tausendschön
- Band 21:   Sissi Silberschleife
- Band 22:   Mira Mondstein
- Band 23:   Riana Rubin
- Band 24:   Selina Smaragd
- Band 25:   Bella Bernstein
- Band 26:   Jasmina Jade
- Band 27:   Samira Saphir
- Band 28:   Dana Diamant

(alle erschienen im Loewe Verlag)
Sonderbände:
- Die fabelhaften Zauberfeen – die drei magischen Geschenke – Bindlach: Loewe, 2006
- Die fabelhaften Zauberfeen – das gestohlene Zauberleuchten – Bindlach: Loewe, 2007
- Die fabelhaften Zauberfeen – die Suche nach den Zaubermuscheln – Bindlach: Loewe, 2009
- Die fabelhaften Zauberfeen – Gefahr auf der Feeninsel – Bindlach: Loewe, 2009